# Jorge Guilherme, Eleitor de Brandemburgo
Jorge Guilherme (Cölln, 13 de novembro de 1595 – Königsberg, 1 de dezembro de 1640) foi o Eleitor de Brandemburgo e Duque da Prússia de 1619 até sua morte. Seu reinado foi marcado por um governo ineficiente durante a Guerra dos Trinta Anos.

## Biografia

### Primeiros anos
Nascido em Cölln, Jorge Guilherme era filho de João Segismundo, Eleitor de Brandemburgo e Ana da Prússia. O seu avô materno era o duque Alberto Frederico, Duque da Prússia.
Em 1616, Jorge Guilherme casou-se com a princesa Isabel Carlota do Palatinado. O seu único filho varão, Frederico Guilherme, ficaria mais tarde conhecido como o "Grande Eleitor". Das suas duas filhas, a mais velha, Luísa Carlota, casou-se com Jacob Kettler, duque da Curlândia, e a mais nova, Edviges Sofia, casou-se com o conde Guilherme VI de Hesse-Cassel.

### Reinado
Em 1619, Jorge Guilherme herdou a Marca de Brandemburgo e o ducado da Prússia. Prestou a sua homenagem feudal pessoalmente ao rei da Polónia, Sigismundo III, em Setembro de 1621 em Varsóvia, já que o ducado da Prússia pertencia ao reino da Polónia na altura. A homenagem foi renovada em 1633, depois de ser eleito um novo rei polaco, Ladislau IV Vasa.
Durante a Guerra dos Trinta Anos, Jorge Guilherme tentou manter-se neutral entre as forças católicas do Sacro Império Romano-Germânico e os principados protestantes. Como a sua irmã Maria Leonor era rainha da Suécia, Jorge teve de escapar a pedidos de ajuda do seu cunhado protestante, o rei Gustavo Adolfo da Suécia, e os seus conselheiros protestantes de um lado e o seu chanceler católico, o conde Adam von Schwarzenberg do outro.
Apesar das suas tentativas para permanecer neutral, Jorge Guilherme foi forçado por Gustavo Adolfo a juntar-se às forças protestantes em 1631. O seu reinado foi, em grande parte, fraco e pouco eficaz, já que a maioria das responsabilidades governamentais foram entregues a Schwarzenberg e o país sofreu muito durante a guerra. As tropas católicas e protestantes queimaram e saquearam a região, dizimando a população tanto em Brandemburgo como nos restantes estados alemães.
Quando o seu cunhado Gustavo morreu em 1632, Jorge Guilherme decidiu manter a aliança com a Suécia até o país ser derrotado na Batalha de Nordlingen a 6 de Setembro de 1634. Nessa altura, Jorge retirou Brandemburgo da guerra e assinou a Paz de Praga com o sacro-imperador Fernando II a 30 de Maio de 1635. Deixando Schwarzenberg encarregue do governo, o príncipe-eleitor retirou-se da vida pública em 1637, tendo passado a viver numa região relativamente segura no ducado da Prússia, onde permaneceu até à sua morte em 1640.

## Genealogia
| Jorge Guilherme de Brandemburgo | Pai: João Segismundo de Brandemburgo | Avô paterno: Joaquim III Frederico de Brandemburgo | Bisavô paterno: João Jorge de Brandemburgo         |
| Jorge Guilherme de Brandemburgo | Pai: João Segismundo de Brandemburgo | Avô paterno: Joaquim III Frederico de Brandemburgo | Bisavó paterna: Sofia de Legnica                   |
| Jorge Guilherme de Brandemburgo | Pai: João Segismundo de Brandemburgo | Avó paterna: Catarina de Brandemburgo-Küstrin      | Bisavô paterno: João de Brandemburgo-Küstrin       |
| Jorge Guilherme de Brandemburgo | Pai: João Segismundo de Brandemburgo | Avó paterna: Catarina de Brandemburgo-Küstrin      | Bisavó paterna: Catarina de Brunswick-Wolfenbüttel |
| Jorge Guilherme de Brandemburgo | Mãe: Ana da Prússia                  | Avô materno: Alberto Frederico da Prússia          | Bisavô materno: Alberto da Prússia                 |
| Jorge Guilherme de Brandemburgo | Mãe: Ana da Prússia                  | Avô materno: Alberto Frederico da Prússia          | Bisavó materna: Ana Maria de Brunswick-Lüneburg    |
| Jorge Guilherme de Brandemburgo | Mãe: Ana da Prússia                  | Avó materna: Maria Leonor de Cleves                | Bisavô materno: Guilherme de Jülich-Cleves-Berg    |
| Jorge Guilherme de Brandemburgo | Mãe: Ana da Prússia                  | Avó materna: Maria Leonor de Cleves                | Bisavó materna: Maria de Habsburgo                 |